# Grand Prix automobile de Paris 1950
Le Grand Prix automobile de Paris 1950 est un Grand Prix de Formule 1 hors-championnat qui s'est tenu sur l'Autodrome de Linas-Montlhéry le 20 avril 1950.

## Classement de la course
| Pos. | no | Pilote                | Écurie                | Châssis     | Tours | Temps/Abandon |
| ---- | -- | --------------------- | --------------------- | ----------- | ----- | ------------- |
| 1    | 8  | Georges Grignard      | Georges Grignard      | Talbot-Lago | 50    | 2.05:38.8     |
| 2    | 15 | Louis Gérard          | Louis Gérard          | Delage      | 46    | + 4 Laps      |
| 3    | 12 | Marc Versini          | Marc Versini          | Delage      | 45    | + 5 Laps      |
| Abd. | 6  | Raymond Sommer        | Raymond Sommer        | Talbot-Lago | 33    | Engine        |
| Abd. | 17 | Stirling Moss         | John Heath            | HWM-Alta    | 33    | Con-rod       |
| Abd. | 5  | Pierre Levegh         | Pierre Levegh         | Talbot-Lago | 28    | Engine        |
| Abd. | 11 | Jean Judet            | Jean Judet            | Maserati    | 26    | Fuel tank     |
| Abd. | 4  | Louis Rosier          | Ecurie Rosier         | Talbot-Lago | 21    | Engine        |
| Abd. | 16 | George Abecassis      | John Heath            | HWM-Alta    | 11    | Engine        |
| Abd. | 14 | Auguste Veuillet      | Auguste Veuillet      | Delage      | 2     | Rear axle     |
| Abd. | 9  | Guy Mairesse          | Ecurie France         | Talbot-Lago | 2     | Fuel tank     |
| Np.  | 1  | Henri Louveau         | Henri Louveau         | Maserati    |       |               |
| Np.  | 2  | Yves Giraud-Cabantous | Yves Giraud-Cabantous | Talbot-Lago |       |               |
| Np.  | 3  | Philippe Étancelin    | Philippe Étancelin    | Talbot-Lago |       |               |
| Np.  | 7  | Johnny Claes          | Ecurie Belge          | Talbot-Lago |       |               |
| Np.  | 10 | Jean Estager          | Ecurie France         | Talbot-Lago |       |               |

- Légende: Abd.=Abandon - Np.=Non partant.

## Pole position et record du tour
- Pole position :
- Meilleur tour en course :  Raymond Sommer (Talbot-Lago) en 2 min 20 s 3.